# Alchemilla neostevenii
Alchemilla neostevenii é uma espécie de rosácea do gênero Alchemilla, pertencente à família Rosaceae.